# Cluster (álbum)
Cluster es el álbum debut homónimo de la banda experimental Cluster. Fue lanzado en 1971 por Philips Records, y sería el único disco de los alemanes en ser lanzado por este sello. Es, además, el único álbum de Cluster en que Conny Plank participa como integrante oficial (posteriormente cumpliría sólo roles técnicos), sumado al constante dúo de Hans-Joachim Roedelius y Dieter Moebius.
La instrumentación del disco incluye un par de órganos, una guitarra hawaiiana, un chelo y generadores de audio, todos interpretados por Moebius y Roedelius y posteriormente tratados electrónicamente por Plank.
Cluster comenzó a tomar distancia del sonido disonante e industrial de Kluster (la previa encarnación de la banda) en dirección a un sonido más electrónico. Russ Curry, de Curious Music, acredita a Conny Plank por el cambio de enfoque, explicando que esta evolución "continuó el compromiso con la improvisación, pero desarrolló una preocupación por la estructura del sonido".
Thom Jurek, en una reseña en allmusic, describe Cluster como "una fusión desorientadora de música espacial aleatoria, ruido industrial, atmósferas proto-ambientales, acoples y sonidos tratados". Asimismo, una reseña en Amazon.com plantea que "las tres canciones anónimas compuestas e interpretadas por Moebius y Roedelius son piezas exploratorias y siempre cambiantes (...) Este álbum merece los muchos reconocimientos que se le han dado, y se sostiene como un hito temprano en la historia del ambient".

## Lista de canciones
Todas las canciones escritas por Dieter Moebius, Hans-Joachim Roedelius y Conny Plank
| N.º | Título  | Duración |  |
| 1.  | «7:42»  | 7:42     |  |
| 2.  | «15:43» | 15:43    |  |
| 3.  | «21:32» | 21:32    |  |

## Créditos

### Banda
- Hans-Joachim Roedelius – órgano, chelo tratado electrónicamente, generador de audio, amplificador
- Dieter Moebius – órgano, guitarra hawaiiana, generador de audio, amplificador, helias
- Conny Plank – (electrónica y efectos)

### Producción
- Ingeniería de sonido por Conny Plank.